# Bo Bragason
Bo Bragason (* 2004 in Chichester) ist eine britische Schauspielerin.

## Leben und Karriere
Bragason wurde 2004 in Chichester geboren. Sie verbrachte einen Teil ihrer Kindheit in Luxemburg und Frankreich und spricht fließend Französisch. Nach ihrer Rückkehr nach England ließ sie sich 2014 mit ihrer Familie in Mere nieder. Dort besuchte sie die Knutsford Academy, später die Knutsford Little Theatre. Außerdem nahm sie an Samstagskursen an der David Johnson Drama School teil.
Ihr Debüt gab sie bereits im Alter von zwei Jahren in dem Film L'amour Caché. Anschließend trat sie 2017 in der Miniserie Three Girls – Warum glaubt uns niemand? auf. Zudem war sie jeweils in einer Folge in Moving On und in Einfach unheimlich zu sehen. 2021 setzte sie ihre Karriere in Censor fort. Unter anderem bekam sie 2024 in der Serie Renegade Nell eine Hauptrolle. Im selben Jahr wurde sie für den Film The Radleys gecastet. Sie soll Zelda im geplanten The Legend of Zelda-Film spielen werden.

## Filmografie
Filme
- 2007: L'Amour caché
- 2021: Censor
- 2024: The Radleys
- 2027: The Legend of Zelda

Serien
- 2017: Three Girls – Warum glaubt uns niemand? (Three Girls)
- 2018: Moving On
- 2019: Einfach unheimlich (Creeped Out)
- 2024: Renegade Nell
- 2024: The Jetty